# Monta Ellis
Monta Ellis (* 26. Oktober 1985 in Jackson, Mississippi) ist ein US-amerikanischer Basketballspieler, der von 2005 bis 2017 in der NBA aktiv war. Zuletzt spielte er für die Indiana Pacers. 
Ellis wurde 2005 von den Golden State Warriors direkt aus der High School gedraftet und verbrachte anschließend sieben Jahre mit dem Team. Es folgten Stationen bei den Milwaukee Bucks, Dallas Mavericks und den Pacers. In seiner Zeit bei den Warriors gewann Ellis in der Spielzeit 2006/07 die Auszeichnung des NBA Most Improved Players und hatte zwei Spielzeiten, in dem ihm etwa 25 Punkte pro Spiel gelangen. Der 1,91 Meter große Guard zeichnet sich durch seinen schnellen Spielstil aus, der ihm unter anderem den Spitznamen The Mississippi Missile (dt. „Die Mississippi-Rakete“) einbrachte.

## Spielerkarriere

### High School
Ellis wurde zusammen mit Greg Oden zum Parade Magazine High School Player of the Year 2005 ernannt und ins USA Today All-American Basketball Team 2005 gewählt, nachdem er in seinem letzten Jahr auf der Lanier High School in Jackson (Mississippi) durchschnittlich 38,4 Punkte, 7,9 Rebounds, 6,8 Assists und 4,5 Steals erzielte. 
Ursprünglich wollte er sich danach an der Mississippi State University einschreiben, entschied sich jedoch dagegen und meldete sich für den NBA Draft 2005 an, wo er in der zweiten Runde an 40. Stelle von den Golden State Warriors ausgewählt wurde.

### NBA

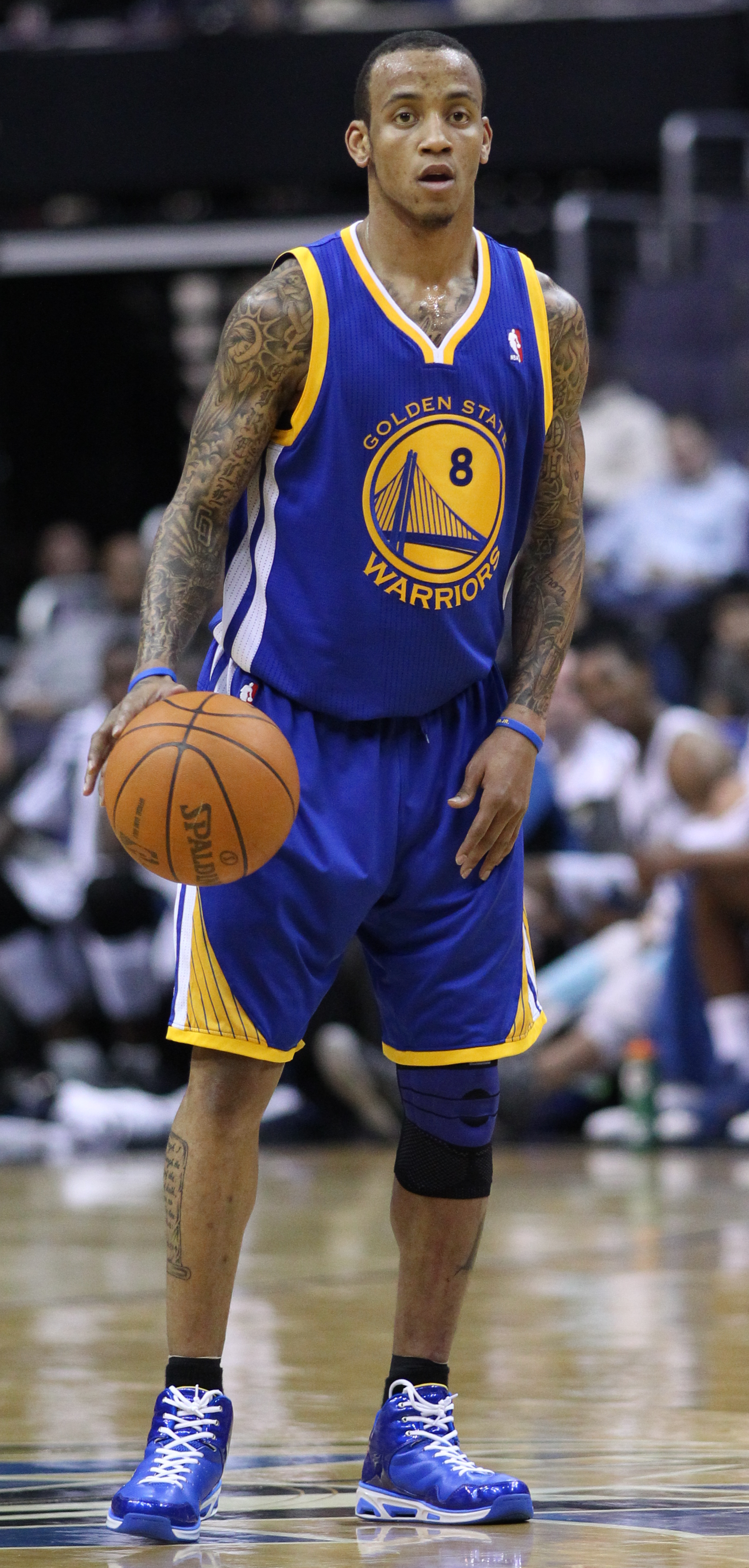
Bei den Warriors war Ellis einer der besten Scorer der NBA

Als Rookie gelangen ihm in der Saison 2005/06 ihm durchschnittlich 6,8 Punkte, 2,1 Rebounds, 1,6 Assists und 0,6 Steals. In der darauffolgenden Spielzeit konnte er seine Werte auf 16,5 Punkte, 3,2 Rebounds, 4,1 Assists und 1,7 Steals pro Spiel steigern, was ihm den Titel des NBA Most Improved Player einbrachte. Er erhielt bei der Wahl 47 von 129 möglichen Stimmen. Außerdem wurde er im Rahmen des NBA All-Star Weekends 2007 ins Sophomore-Team der NBA Rookie Challenge gewählt, wo er 28 Punkte in 22 Minuten erzielte. 
Die folgenden Jahre verbesserte er seine Statistiken stetig und avancierte zum Leistungsträger bei den Warriors. Seine bisherige Karrierebestleistung erreichte er in der Saison 2009/10 mit durchschnittlich 25,5 Punkten, 4,0 Rebounds, 5,3 Assists und 2,2 Steals.
Im März 2012 wurde Ellis zusammen mit Kwame Brown und Ekpe Udoh im Tausch gegen Stephen Jackson und Andrew Bogut zu den Milwaukee Bucks transferiert. Ursprünglich besaß er bei den Bucks einen Vertrag bis 2014, aus dem er jedoch bereits im Sommer 2013 per Option ausstieg.
Daraufhin einigte er sich im Juli desselben Jahres mit den Dallas Mavericks auf einen Dreijahresvertrag bis 2016. In seinem ersten Jahr für die Mavericks erzielte Ellis 19,0 Punkte pro Spiel, womit er hinter Dirk Nowitzki, der zweitbeste Scorer des Teams war.
Im Juli 2015 wechselte Ellis zu den Indiana Pacers um deren Starspieler Paul George. Nach der NBA 2016/17 lief sein Vertrag aus und er wurde zunächst Free Agent.